# Carlo d’Ordonez
Carlo d’Ordonez, Karl von Ordonez, także Ordoñez, Ordonetz, Odronitz, Ordoniz, Ordonne (ur. 19 kwietnia 1734 w Wiedniu, zm. 6 września 1786 tamże) – kompozytor i skrzypek austriacki pochodzenia hiszpańskiego.

## Życiorys
Pochodził z hiszpańskiej rodziny należącej do arystokracji. Niewiele wiadomo na temat jego młodości i wczesnego życia. Od 1758 roku był zatrudniony jako urzędnik w administracji dolnoaustriackiej. Komponował od początku lat 50. XVIII wieku, jego utwory były znane i krążyły w licznych drukach po całej Europie. Współzałożyciel i członek orkiestry Tonkünstler-Societät. W 1773 roku uczestniczył w Wiedniu w wykonaniu kwartetów Josepha Haydna u ambasadora angielskiego, lorda Stormonda. Po 1783 roku ze względu na postępującą gruźlicę wycofał się z życia publicznego. Zmarł w biedzie.

## Twórczość
Skomponował około 70 symfonii (w tym m.in. Sinfonia périodique i Sinfonia solenne), około 35 kwartetów smyczkowych, 20 triów, koncerty i liczne utwory kameralne, kantatę Der alte Wienierische Tandelmarkt (1779), marionetkową parodię Alcesty Glucka (wyst. Esterház 1775) i singspiel Diesmal hat der Mann den Willen (wyst. Wiedeń 1778). Swoją twórczością przyczynił się do rozwoju wczesnoklasycznej muzyki instrumentalnej, poszukiwał nowych środków wyrazu i dążył do stworzenia nowej faktury. We wczesnym okresie swojej twórczości pisał symfonie o budowie 3-częściowej, później tworzył także 4-częściowe.